# Mistrzostwa Europy w Hokeju na Trawie Mężczyzn 2007
11. Mistrzostwa Europy w Hokeju na Trawie Mężczyzn odbyły się w dniach 19-26 sierpnia 2007 w Manchesterze. Tytułu bronili Hiszpanie.

## Uczestnicy

### Grupa A
- Anglia
- Belgia
- Czechy
- Niemcy

### Grupa B
- Francja
- Holandia
- Hiszpania
- Irlandia

## Wyniki

### Faza grupowa

#### Grupa A
| Data – Czas         |        |        | Wynik |
| ------------------- | ------ | ------ | ----- |
| 19 sierpnia – 10:00 | Niemcy | Czechy | 5:0   |
| 19 sierpnia – 12:00 | Anglia | Belgia | 2:2   |
| 20 sierpnia – 17:00 | Niemcy | Belgia | 2:2   |
| 20 sierpnia – 19:00 | Anglia | Czechy | 7:0   |
| 22 sierpnia – 15:00 | Czechy | Belgia | 0:6   |
| 22 sierpnia – 19:00 | Anglia | Niemcy | 0:3   |

Tabela
| Miejsce | Kraj   | Gry | Bramki | Punkty |
| ------- | ------ | --- | ------ | ------ |
| 1       | Niemcy | 3   | 10:2   | 7      |
| 2       | Belgia | 3   | 10:4   | 5      |
| 3       | Anglia | 3   | 9:5    | 4      |
| 4       | Czechy | 3   | 0:18   | 0      |

#### Grupa B
| Data – Czas         |           |          | Wynik |
| ------------------- | --------- | -------- | ----- |
| 19 sierpnia – 14:00 | Hiszpania | Irlandia | 1:1   |
| 19 sierpnia – 16:00 | Holandia  | Francja  | 8:3   |
| 21 sierpnia – 09:00 | Hiszpania | Francja  | 6:0   |
| 21 sierpnia – 11:00 | Holandia  | Irlandia | 1:0   |
| 22 sierpnia – 13:00 | Francja   | Irlandia | 1:0   |
| 22 sierpnia – 17:00 | Hiszpania | Holandia | 2:4   |

Tabela
| Miejsce | Kraj      | Gry | Bramki | Punkty |
| ------- | --------- | --- | ------ | ------ |
| 1       | Holandia  | 3   | 13:5   | 9      |
| 2       | Hiszpania | 3   | 9:5    | 4      |
| 3       | Francja   | 3   | 4:14   | 3      |
| 4       | Irlandia  | 3   | 1:3    | 1      |

### Faza zasadnicza

#### Mecze o miejsca 5-8
| Data – Czas         |         |          | Wynik |
| ------------------- | ------- | -------- | ----- |
| 24 sierpnia – 12:00 | Anglia  | Irlandia | 1:1   |
| 24 sierpnia – 14:00 | Francja | Czechy   | 3:0   |

#### Półfinały
| Data – Czas         |          |           | Wynik       |
| ------------------- | -------- | --------- | ----------- |
| 24 sierpnia – 16:00 | Holandia | Belgia    | 7:2         |
| 24 sierpnia – 18:30 | Niemcy   | Hiszpania | 3:3 (k.2:4) |

#### Mecz o 7. miejsce
| Data – Czas         |          |        | Wynik |
| ------------------- | -------- | ------ | ----- |
| 26 sierpnia – 09:00 | Irlandia | Czechy | 10:0  |

#### Mecz o 5. miejsce
| Data – Czas         |        |         | Wynik |
| ------------------- | ------ | ------- | ----- |
| 26 sierpnia – 11:00 | Anglia | Francja | 7:0   |

#### Mecz o 3. miejsce
| Data – Czas         |        |        | Wynik |
| ------------------- | ------ | ------ | ----- |
| 26 sierpnia – 13:00 | Belgia | Niemcy | 4:3   |

#### Finał
| Data – Czas         |          |           | Wynik |
| ------------------- | -------- | --------- | ----- |
| 26 sierpnia – 15:30 | Holandia | Hiszpania | 3:2   |

### Końcowa kolejność
| Poz. | Państwo   |
| ---- | --------- |
|      | Holandia  |
|      | Hiszpania |
|      | Belgia    |
| 4    | Niemcy    |
| 5    | Anglia    |
| 6    | Francja   |
| 7    | Irlandia  |
| 8    | Czechy    |